# Гликас, Костас Якубович
Костас-Копель Иокубович Гликас (лит. Kostas-Kopelis Glikas) — организатор сельскохозяйственного производства, Герой Социалистического Труда (1958).
Родился 25 августа 1926 года в городе Кудиркос-Науместис. Во время немецкой оккупации Литвы вместе семьей прятался у литовских крестьян.
Член КПСС с 1949 года. В 1944—1946 годах боец истребительного батальона. В 1948—1951 годах на комсомольской работе.
С 1951 года председатель колхоза имени Ленина Шакяйского района Литовской ССР.
Принял отстающее хозяйство и вывел его в передовые. В 1967 году в его колхозе произведено в расчёте на 100 га сельскохозяйственных угодий 690 ц молока и 112 ц мяса, урожайность зерновых составила 27 ц/га.
Герой Социалистического Труда (1958).
Награждён двумя орденами Ленина, медалями СССР и ВСХВ.
Депутат Верховного Совета СССР (1970—1974) и Литовской ССР (1955—1991). Делегат XXVI съезда КПСС (1981).